# برج جرس بروج

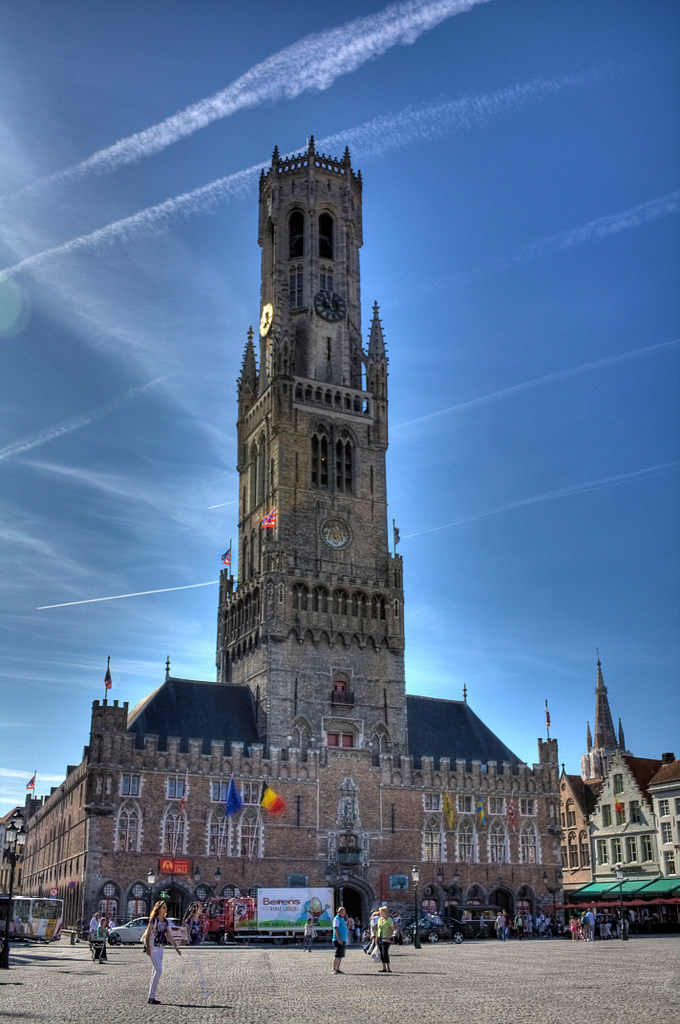
برج جرس بروج

برج جرس بروج (بالهولندية: Belfort van Brugge) هو برج جرس منالقرون الوسطى في المركز التاريخي لمدينة بروج في بلجيكا. يعتبر البرج أحد أبرز الرموز للمدينة،  وضم سابقا خزانة وأرشيف البلدية، كما استخدم كنقطة مراقبة لرؤية الحرائق وغيرها من المخاطر. للبرج درج ضيق وشاهق يتكون من 366 عتبة، وهو مفتوح للجمهور مقابل رسم دخول،  ويؤدي إلى أعلى المبنى على ارتفاع 83 م والذي يمبل نحو متر واحد إلى الشرق.
على جانبي البرج وخلفه تقع قاعة السوق السابقة، وهي مبنى مستطيل الشكل عرضه 44 م وعمقه 84 م مع فناء داخلي. لذا يعرف برج الجرس ببرج القاعات (Halletoren).
يشكل المبنى معلما أساسيا في فيلم في بروج (2008) وهو أيضا مذكور في رواية  أطس السحاب.

## تاريخ المبنى
أضيف برج الجرس إلى ساحة السوق حول عام 1240، عندما كانت بروج تزدهر كمركز مهم لصناعة القماش الفلمنكية. بعد حريق مدمر في 1280، أعيد بناء البرج بشكل كبير. إذا أن أرشيف المدينة فقد إلى الأبد بسبب النيران.
تمت إضافة المرحلة العليا من البرج بين عامي 1483 و1487، وتوج بمستدقة خشبية تحمل صورة القديس ميخائيل وفي يده راية وتحت قدمه تنين. لم تدم المستدقة طويلا، فدمرت وتحولت إلى رماد في صاعقة عام 1493، كما دمرت الأجراس. توجت مستدقة خشبية جديدة قمة البرج لحوالي قرنين ونصف القرن، قبل أن تسقط ضحية النيران في 1741. لم يتم استبدال المستدقة مرة أخرى، مما يجعل الارتفاع الحالي للمبنى أقل بعض الشيء مما كان عليه في الماضي، إلا أن متراسا قوطيا أضيف إلى أعلى البرج عام 1822.
تتحدث قصيدة من قبل هنري وادسورث لونجفيلو بعنوان «برج جرس بروج» عن المبنى وتاريخه المتقلب.

## الأجراس
نظمت الأجراس في البرج حياة سكان المدينة، فقد كانت تعطي الوقت وتعلن عن إنذارات الحرائق،  وساعات العمل، ومجموعة متنوعة من المناسبات الاجتماعية والسياسية والدينية. في النهاية، أضيفت آلية لضمان العمل المنتظم لبعض الأجراس، مثل تلك التي تشير إلى ساعة.
في القرن 16 أضيفت إلى البرج أجراس مختلفة تتيح للأجراس بأن تعزف على لوحة مفاتيح يدوية. ابتدء من العام 1604، تشير الحسابات السنوية إلى توظيف شخص ليعزف الأجراس في أيام الآحاد والأعياد، وأيام السوفق أن تلعب الأغاني خلال أيام الآحاد والأعياد أيام السوق.
في 1675 كانت الجرسية تضم 35 جرسا وكانت من تصميم ملكيور دي هاسة من أنتويرب. بعد حريق 1741، استبدلت الأجراس بمجموعة أخرى من صنع يوريس دوميري، لا تزال 26 منها قيد الاستخدام. كان هناك 48 جرسا في نهاية القرن ال19، واليوم عددها 47 تزن معا حوالي 27.5 طن. أما الأجراس، فيتراوح وزنها بين 2 و20 وزنها رطلين إلى 11000 رطل.

## وصلات خارجية
- معرض صور من Belgiumview.com
- بروج: برج الجرس وقاعة القماش من trabel.com
- (الهولندية) تاريخ برج الجرس والأجراس من جمعية الأجراس الفلمنكية

إحداثيات: 51°12'30"N 3°13'29"E / 51.20833°N 3.22472°E